# برايان بيرن (دي جيه)
برايان بيرن (بالإنجليزية: Brian Beirne)‏ هو دي جيه أمريكي، ولد في 7 نوفمبر 1946 في سان ماتيو في الولايات المتحدة.